# Monument, Pennsylvania
Monument är en ort i Centre County i delstaten Pennsylvania, USA.